# Брео (Кунео)
Брео (итал. Breo) је насеље у Италији у округу Кунео, региону Пијемонт.
Према процени из 2011. у насељу је живело 14772 становника. Насеље се налази на надморској висини од 413 м.